# Oribatella incurvata
Oribatella incurvata är en kvalsterart som beskrevs av Balogh och Sandór Mahunka 1969. Oribatella incurvata ingår i släktet Oribatella och familjen Oribatellidae. Inga underarter finns listade i Catalogue of Life.